# Топор III
«Топор 3» (англ. «Hatchet 3») — американский слэшер режиссёра Адама Грина. Третий фильм тетралогии «Топор». Его премьера состоялась 14 июня 2013 года.
- Слоган фильма:«Некоторые легенды никогда не умирают».

## Сюжет
Фильм начинается сразу после окончания последнего фильма, когда Мэрибет Данстон сносит голову Виктору Кроули из дробовика. Она уходит прочь и натыкается на тела Вернона и Джона, откуда слышит ещё живого Виктора. Мэрибет запускает бензопилу и готовится к драке, но ее хватает появившийся Виктор, чья голова окровавлена, но снова на месте. Мэрибет проводит рукой по его окровавленному лицу,и он падает навзничь на бензопилу, которая разрезает его пополам. После выстрела в голову Виктора, чтобы убедиться, что на этот раз он мёртв, Мэрибет удовлетворена.
Она возвращается в город, окровавленная и дезориентированная. И входит в полицейское управление округа Джефферсон, где её арестовывают. После обнаружения тридцати тел на болоте Хани-Айленд она становится главным подозреваемым в убийствах. Шериф Фаулер отправляется на болото вместе с медиками и пожарными, оставляя помощника шерифа Уинслоу отвечать за участок, пока он не вернётся.
Аманда Фаулер, бывшая жена шерифа, журналист и эксперт по легенде Виктора Кроули, приходит в участок, чтобы взять интервью у Мэрибет о том, что произошло, и сказать Мэрибет, что она хочет помочь, иначе Мэрибет будет судима и казнена за то, что произошло на болоте Хани-Айленд. Пересказав Мэрибет события двух предыдущих фильмов, Аманда говорит ей, что Виктор Кроули - нежить, настроенный заново пережить ночь, когда он умер, ища своего отца, и что он будет продолжать возвращаться, если не получит то, что хочет: своего отца. Мэрибет не верит ей, постоянно заявляя, что накануне вечером она убила Виктора Кроули.
На болоте Хани-Айленд тело Виктора Кроули упаковывают в мешки, помечают бирками и кладут в санитарный катер. Когда фельдшер Рэнди отвлекается, Виктор приходит в себя и сносит Рэнди голову дефибриллятором. Помощник шерифа Гамильтон отправляется на разведку и идёт к лодке, где появляется Виктор, и убивает его. Затем Виктор убивает около дюжины людей из первой группы реагирования, оставляя в живых фельдшера Эндрю и ещё одного фельдшера. Затем Виктор убегает обратно в свой дом. Вернувшись в участок, услышав по радио, как убивают медиков, Аманда убеждает помощника шерифа Уинслоу выпустить Мэрибет из тюрьмы и помочь ей спасти всех на болоте Хани-Айленд.
Вернувшись на болото, команда спецназа, возглавляемая Тайлером Хейзом и состоящая из пяти других: четырёх вооружённых мужчин и одной вооружённой женщины. Хейз берет на себя руководство операцией от Фаулера и ведёт их к дому Кроули, где тот убивает офицера. Затем Кроули убивает Элберта. И ещё двух офицеров, после этого команда спецназа открывает огонь по Кроули. Но это не наносит ему вреда, и он продолжает убивать оставшихся в живых. Но Хейзу и Догерти удаётся сбежать. Хейз пытается схватить Кроули, но тот, в свою очередь, выдирает ему череп и позвоночник. В то время заместитель Рика привлекает внимание Виктора, и затем стреляет в него из ракетницы, но промахивается и попадает в Рика, убивая его. Взрыв уничтожает дом Кроули, разрушая его и засыпая Виктора обломками. Когда Шнайдерман начинает праздновать, Виктор появляется из - под обломков и бросает кусок щебня в спину Шнейдермана. Затем он начинает убивать его, отрывая ему руки и топя его в луже. Догерти, Эндрю и шериф бегут за ним. Шериф умудряется притормозить Кроули, выстрелив ему в грудь из пистолета.
Тем временем Аманда просит Уинслоу отвезти её и Мэрибет в дом Эббота Макмаллена, дальнего родственника Виктора Кроули и единственного живого кровного родственника, у которого есть прах Томаса Кроули. Когда он отказывается отдать пепел, Аманда держит его на мушке и уходит вместе с пеплом. Вернувшись на болото Хани-Айленд, другой фельдшер убегает от Виктора Кроули, прячется за каноэ, которое, как выяснилось, является тем самым из первого фильма. 
Виктор возобновляет погоню за шерифом, Эндрю и Догерти и загоняет их в машину скорой помощи. Они забаррикадировались, и Шериф вызвал по рации скорой помощи Национальную Гвардию, сообщив им, что на них напали бандиты. Национальная Гвардия говорит им, что они будут там через десять минут. Как только они успокаиваются и думают, что всё в порядке, Виктор начинает пилить лодочную стенку с помощью ленточного шлифовального станка. Шериф говорит им не двигаться, если они попытаются уйти, их убьют, но Эндрю считает что они должны уйти, пока он занят прорубанием стены. 
Аманда, помощник шерифа Уинслоу и Мэрибет прибывают на болото возле сгоревшего дома Кроули. Аманда зовет Виктора, говорит ему, что у них есть его отец. Услышав голос своей бывшей жены, Шериф Фаулер пытается уйти, но Виктор хватает его и обезглавливает шлифовальным станком для ремня. Эндрю и Догерти оказались в ловушке в лодке с Виктором по другую сторону сломанной двери. Догерти пытается медленно достать пистолет шерифа, но Виктор хватает её и тянет через дыру в двери, которая потрошит её. Эндрю остаётся в лодке, стараясь не попадаться Виктору на глаза.
Виктор возвращается в свой разрушенный дом и находит там Аманду и помощника шерифа Уинслоу, но воздерживается от нападения, когда видит пепел. Мэрибет предлагает Виктору прах его отца и извиняется за то, что её отец сделал с ним. Виктор провозглашает "папа" (его единственное слово), увидев пепел. Когда он подходит, чтобы взять пепел, помощник шерифа Уинслоу ошибочно полагает, что Виктор собирается напасть на Мэрибет, и поэтому стреляет в него, но Виктор поднимается обратно и разрывает грудь Уинслоу, когда тот поворачивается к нему спиной. Аманда хватает урну и катит ее обратно к Мэрибет, говоря ей, чтобы она попробовала ещё раз, когда она пытается схватить пистолет Уинслоу, но Виктор хватает Аманду и отрывает ей голову. Затем Виктор сбивает Мэрибет с ног и насаживает ее на ветку дерева, серьезно ранив. Как раз в тот момент, когда Виктор берет мачете, чтобы прикончить Мэрибет, Мэрибет разбивает урну над головой Виктора, разбрасывая прах его отца по всему телу, заставляя его рухнуть и растаять. Собрав последние силы, она хватает одно из орудий спецназа и взрывает его останки, в конце концов убивая Виктора Кроули раз и навсегда. Затем прибывает Национальная Гвардия, и Эндрю, выходит из лодки и подает сигнал вертолётам. Как раз в тот момент, когда экран становится чёрным, показывается последний снимок Мэрибет, глотающей ртом воздух.

## В ролях
| Актёр            | Роль                                                |
| ---------------- | --------------------------------------------------- |
| Даниэль Харрис   | Мэрибет Данстон                                     |
| Кейн Ходдер      | Виктор Кроули                                       |
| Зак Гэллиган     | шериф Луис Фаулер                                   |
| Кэролайн Уильямс | Аманда Фаулер, журналист, бывшая жена Луиса Фаулера |
| Парри Шен        | Эндрю Йонг                                          |
| Дерек Мирс       | Хейз                                                |
| Райли Вандербилт | Догерти                                             |
| Шон Уэйлен       | Рэнди                                               |
| Дайан Голднер    | Эльберт                                             |
| Сид Хэйг         | Эббот Макмаллен                                     |
| Джоэль Мур       | Бен (отсутствует в титрах)                          |

## Релиз
В 2013 году вышел первый трейлер фильма. «Топор III» был впервые показан на благотворительном вечере Адама Грина, посвященном жертвам бостонских взрывов 2013 года, и фильм был выпущен в кинотеатрах и видео по 14 июня 2013 года. Позднее, в 2013 году, последовал релиз для домашнего просмотра.

## Приём
«Топор III» получил смешанные отзывы от критиков. Основываясь на 19 отзывах, собранных Rotten Tomatoes, «Топор III» имеет в целом 57% "гнилой" рейтинг одобрения от критиков, со средним баллом 4,5 из 10.